# Cơ sở hạ tầng và kiến trúc thượng tầng

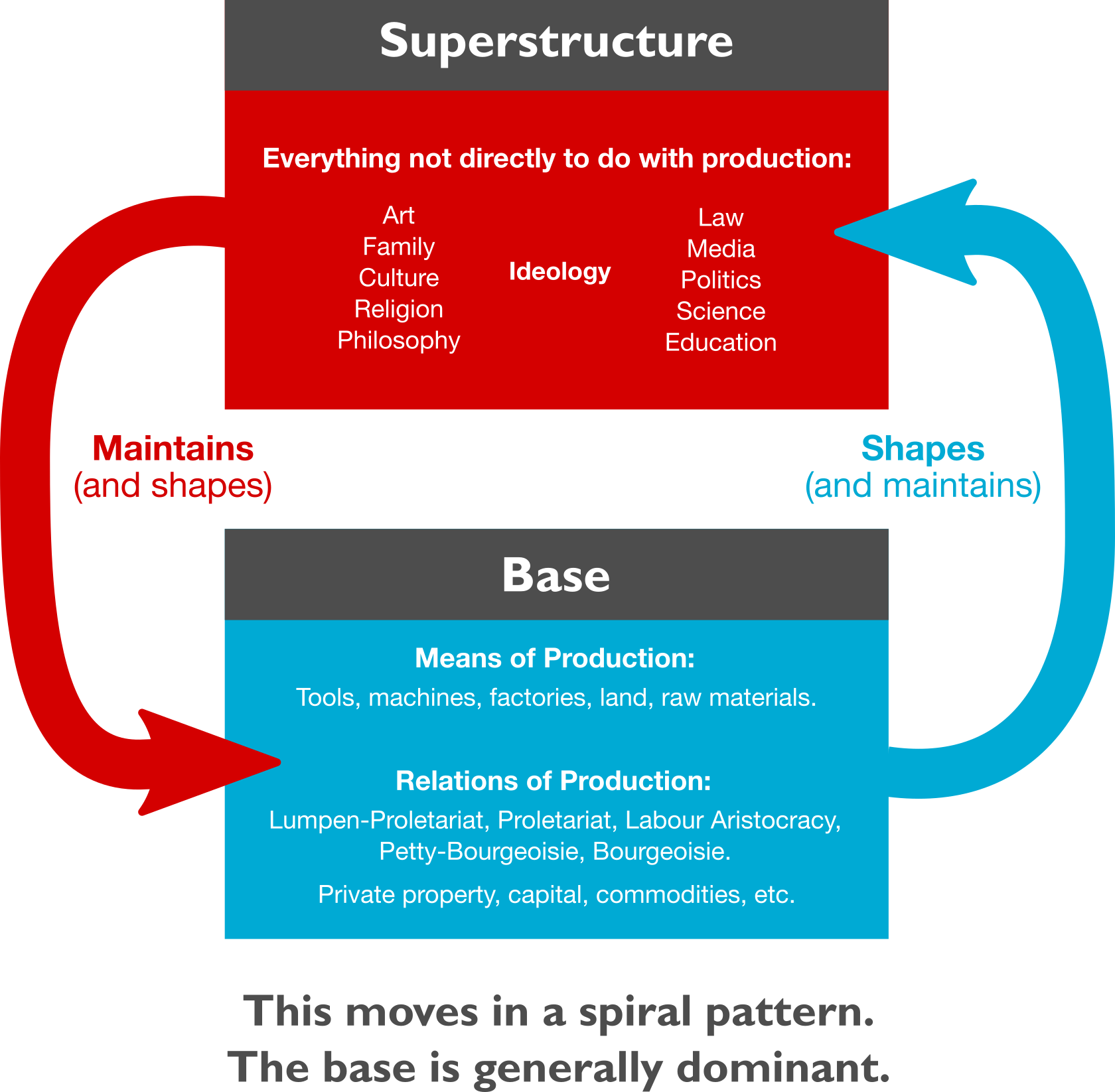
Sơ đồ giải thích mối quan hệ giữa cơ sở hạ tầng và kiến trúc thượng tầng theo thuyết Mácxít.

Cơ sở hạ tầng và kiến trúc thượng tầng trong học thuyết về hình thái kinh tế-xã hội là những yếu tố quan hệ biện chứng với nhau theo phép duy vật biện chứng của chủ nghĩa Mác-Lênin.

## Khái niệm

### Cơ sở hạ tầng
Cơ sở hạ tầng trong chủ nghĩa duy vật lịch sử, là tổng hợp những quan hệ sản xuất tạo thành cơ cấu kinh tế của một xã hội nhất định. Thông thường, cơ sở hạ tầng của một xã hội ở một giai đoạn lịch sử nhất định bao gồm ba loại quan hệ sản xuất: quan hệ sản xuất thống trị, quan hệ sản xuất tàn dư, quan hệ sản xuất mầm mống (tương lai) - trong đó, quan hệ sản xuất thống trị quy định, chi phối các quan hệ sản xuất còn lại.
Cần phân biệt thuật ngữ cơ sở hạ tầng này với tư cách là phạm trù triết học với thuật ngữ cơ sở hạ tầng thường sử dụng, đó là cơ sở vật chất, kết cấu hạ tầng trong đời sống như điện, đường, trường, trạm... chúng chủ yếu sử dụng là nền tảng cho các hoạt động sản xuất, kinh doanh, sinh hoạt và nó thuần túy là vật chất hữu hình.

### Kiến trúc thượng tầng
Kiến trúc thượng tầng hay Thượng tầng kiến trúc là một khái niệm trong chủ nghĩa duy vật lịch sử của Marx và Ph.Ăng-ghen đưa ra dùng để mô tả toàn bộ hệ thống kết cấu các hình thái ý thức xã hội cùng với các thiết chế chính trị-xã hội tương ứng, được hình thành trên một cơ sở hạ tầng nhất định. Theo đó, kiến trúc thượng tầng là toàn bộ những quan điểm chính trị, pháp quyền, triết học, đạo đức, tôn giáo, nghệ thuật... cùng với những thiết chế xã hội tương ứng như nhà nước, đảng phái, giáo hội, các đoàn thể xã hội...
Mỗi yếu tố của kiến trúc thượng tầng có đặc điểm riêng, có quy luật vận động phát triển riêng, nhưng chúng liên hệ với nhau, tác động qua lại lẫn nhau và đều hình thành trên cơ sở hạ tầng. Mỗi yếu tố khác nhau có quan hệ khác nhau đối với cơ sở hạ tầng. Có những yếu tố như chính trị, pháp luật có quan hệ trực tiếp với cơ sở hạ tầng, còn những yếu tố như triết học, tôn giáo, nghệ thuật chỉ quan hệ gián tiếp với nó. Theo chủ nghĩa Mác-Lênin thì trong xã hội có giai cấp, kiến trúc thượng tầng mang tính giai cấp, trong đó, nhà nước có vai trò đặc biệt quan trọng. Nó tiêu biểu cho chế độ chính trị của một xã hội nhất định. Nhờ có nhà nước, giai cấp thống trị mới thực hiện được sự thống trị của mình về tất cả các mặt của đời sống xã hội.

## Quan hệ biện chứng
Kiến trúc thượng tầng có mối quan hệ chặt chẽ với cơ sở hạ tầng, cụ thể là: Vai trò quyết định của cơ sở hạ tầng đối với kiến trúc thượng tầng trong đó.

### Cơ sở hạ tầng quyết định
Cơ sở hạ tầng quyết định nội dung    và tính chất của kiến trúc thượng tầng, nội dung và tính chất của kiến trúc thượng tầng là sự phản ánh đối với cơ sở hạ tầng. Tương ứng với một cơ sở hạ tầng sẽ sản sinh ra một kiến trúc thượng tầng phù hợp, có tác dụng bảo vệ cơ sở hạ tầng đó.
| “             | Mọi thời đại lịch sử, sản xuất kinh tế và cơ cấu xã hội - cơ cấu này tất yếu phải do sản xuất kinh tế mà ra, - cả hai cái đó tạo thành cơ sở của lịch sử chính trị và lịch sử tư tưởng của mỗi thời đại | ” |
| — Ph.Ăng-ghen | |   |

Vai trò quyết định của cơ sở hạ tầng đối với kiến trúc thượng tầng trước hết thể hiện ở chỗ tính chất của kiến trúc thượng tầng là do tính chất của cơ sở hạ tầng quyết định. Trong xã hội có giai cấp, giai cấp nào thống trị về kinh tế thì cũng chiếm địa vị thống trị về mặt chính trị và đời sống tinh thần của xã hội.
Các mâu thuẫn trong kinh tế, xét đến cùng, quyết định các mâu thuẫn trong lĩnh vực chính trị tư tưởng; cuộc đấu tranh giai cấp về chính trị tư tưởng là biểu hiện những đối kháng trong đời sống kinh tế. Tất cả các yếu tố của kiến trúc thượng tầng như nhà nước, pháp quyền, triết học, tôn giáo... đều trực tiếp hay gián tiếp phụ thuộc vào cơ sở hạ tầng, do cơ sở hạ tầng quyết định.
Vai trò quyết định của cơ sở hạ tầng đối với kiến trúc thượng tầng còn thể hiện ở chỗ cơ sở hạ tầng thay đổi thì sớm hay muộn, kiến trúc thượng tầng cũng thay đổi theo. 
| “           | Cơ sở kinh tế thay đổi thì toàn bộ cái kiến trúc thượng tầng đồ sộ cũng bị đảo lộn ít nhiều nhanh chóng | ” |
| — Karl Marx | |   |

Cơ sở hạ tầng quyết định sự biến đổi của kiến trúc thượng tầng, những biến đổi trong cơ sở hạ tầng tạo ra nhu cầu khách quan phải có sự biến đổi trong kiến trúc thượng tầng; do đó sự biến đổi của kiến trúc thượng tầng là sự phản ánh đối với sự biến đổi của cơ sở hạ tầng. Tính chất phụ thuộc của kiến trúc thượng tầng vào cơ sở hạ tầng có nguyên nhân từ vai trò quyết định của kinh tế đối với toàn bộ các lĩnh vực hoạt động của xã hội.

### Sự tác động trở lại
Tất cả các yếu tố của  kiến trúc thượng tầng đều tác động đến cơ sở hạ tầng, tuy nhiên, mỗi yếu tố có vai trò không giống nhau. Tuy cơ sở hạ tầng quyết định kiến trúc thượng tầng, kiến trúc thượng tầng phù hợp với cơ sở hạ tầng, nhưng đó không phải là sự phù hợp một cách giản đơn, máy móc. Toàn bộ kiến trúc thượng tầng, cũng như các yếu tố cấu thành nó đều có tính độc lập tương đối trong quá trình vận động phát triển và tác động một cách mạnh mẽ đối với cơ sở hạ tầng. Sự tác động của kiến trúc thượng tầng đối với cơ sở hạ tầng diễn ra theo hai chiều:
- Nếu  kiến trúc thượng tầng tác động cùng chiều với cơ sở hạ tầng thì thúc đẩy cơ sở hạ tầng phát triển.
- Nếu  kiến trúc thượng tầng tác động ngược chiều với cơ sở hạ tầng thì kìm hãm hay huỷ diệt cơ sở hạ tầng sinh ra nó.